# Seiland
Seiland (nordsamisk: Sievju) er en ø sydvest for Hammerfest i Troms og Finnmark fylke i Norge. Øen er delt mellem Hammerfest, Alta og Kvalsund kommuner. Det er Norges syvende største ø.
Arkæologiske fund har vist at der har boet mennesker på Seiland i omtrent 7.000 år, men i dag er det kun beboet i Kårhamn, Hønseby, Eidvågen, Fiskebukta og Survika i nord, og på Altneset og Hakkstabben på den sydlige del af øen. Seiland har 190 indbyggere (2007), hvoraf 150 i Hammerfest kommune og 40 i Alta kommune.
Seiland nationalpark blev oprettet i 2006, efter at et udredningsarbejde havde været i gang siden 2003.
Der er to isbræer på Seiland, Seilandsjøkelen, som er den største og ligger midt på øen og har en højde på 985 moh, og Nordmannsjøkelen.
På nordsiden af øengår Fv114 fra Kjerringholmen til Hønsebyhamn. Her er der færgeforbindelse fra Akkarfjord.
På sydsiden af øen går Fv31 mellem Hakkstabben og Hammelnes. Her går der ikke ordinær færgerute, men det er muligt at transportere køretøjer med en godsrute.